# Bornbruchsee
Der Bornbruchsee ist ein als Baggersee entstandenes Stillgewässer in der Gemarkung Mörfelden der Stadt Mörfelden-Walldorf im Landkreis Groß-Gerau in Hessen.

## Geographie
Der Bornbruchsee liegt im Südosten der Gemarkung von Mörfelden. Der See hat einen annähernd rechteckigen Umriss mit einer West-Ost-Ausdehnung von etwa 400 Meter. In Nord-Süd-Richtung misst er rund 180 Meter bei einer Wasserfläche von etwa sechseinhalb Hektar. Der Umfang beträgt rund 1100 Meter.
Gespeist wird der Bornbruchsee durch Grundwasser und Regenwasser, er entwässert zum Kirchnerseckgraben, der das Nordufer in etwa 50 Meter Abstand begleitet. Südlich vom See fließt der Hegbach.
Im Nordwesten grenzt das Kalksandsteinwerk Mörfelden an das Ufer; im Übrigen ist es überwiegend baumbestanden. In der Südwestecke befindet sich eine Schutzhütte. Am Ostufer gibt es einen Aussichtspunkt. Auch wenn der See nicht als Badegewässer ausgewiesen ist, wird er durchaus als solches genutzt. Dazu gibt es in dem verschilften Streifen zwischen dem Kirchnerseckgraben und dem östlichen Nordufer Liegeflächen, die als FKK-Bereich bekannt sind. Das Gewässer gilt als von Anglern relativ stark befischt.